# Мамедов, Адыш Сакит оглы
Адыш Сакит оглы Мамедов (азерб. Adış Sakit oğlu Məmmədov; род. 17 декабря 1968, Сейидбазар, Джалилабадский район) — азербайджанский дипломат. Посол Азербайджана в Чехии.

## Биография
Родился 17 декабря 1968 года в с. Сейидбазар Джалилабадского района. В 1991 году окончил с отличием Бакинский государственный университет, механико-математический факультет. В 1995 году защитил кандидатскую диссертацию по специальности «математический анализ». Кандидат физико-математических наук.
В 2005 году окончил факультет международных отношений и международного права Бакинского государственного университета.
Автор двух книг по вопросам международных отношений, публикаций в местной и иностранной прессе.
С 1995 по 1998 год являлся преподавателем кафедры математического анализа Бакинского государственного университета.
С 1998 по 2000 год являлся советником отдела гуманитарной политики Администрации президента Азербайджана.
В 2000 году являлся первым секретарём МИД Азербайджана.
С 2001 по 2002 год являлся начальником отдела Центральной Азии МИД Азербайджана.
С 2002 по 2005 год являлся первым секретарём посольства Азербайджана в Иране.
С 2005 по 2013 год являлся советником МИД Азербайджана.
12 августа 2013 года присвоен ранг чрезвычайного и полномочного посланника 1 степени.
Посол Азербайджана в Швеции (12 августа 2013 — 12 ноября 2018). Одновременно являлся послом Азербайджана в Норвегии (28 февраля 2014 — 12 ноября 2018) и Финляндии (28 февраля 2014 — 12 ноября 2018) со штаб-квартирой в Стокгольме.
Посол Азербайджана в Чехии (с 12 марта 2020).

## Книги
- Дипломатический словарь. Баку, 2001. Издательство «QAPP-POLİQRAF», 366 стр.[7]